# Kristiansund Ballklubb 2015
Questa voce raccoglie le informazioni riguardanti il Kristiansund Ballklubb nelle competizioni ufficiali della stagione 2015.

## Stagione
Il Kristiansund ha chiuso la stagione al 3º posto, centrando così l'accesso alle qualificazioni all'Eliteserien, dove è stato eliminato al secondo turno dallo Jerv. L'avventura nel Norgesmesterskapet 2015 è terminata invece al quarto turno, con la sconfitta per mano del Viking ai tiri di rigore.
Il calciatore più utilizzato in stagione è stato Tor Erik Torske a quota 35 presenze (30 in campionato, 3 in coppa e 2 nelle qualificazioni all'Eliteserien). I migliori marcatori sono stati invece Magnus Stamnestrø – ceduto nel calciomercato estivo al Rosenborg – e Dan Peter Ulvestad, entrambi a 6 reti tra le varie competizioni.

## Maglie e sponsor
Lo sponsor tecnico per la stagione 2015 è stato Umbro, mentre lo sponsor ufficiale è stato SpareBank 1. La divisa casalinga era completamente di colore blu scuro, con rifiniture bianche.
| Casa | Trasferta |

## Rosa
| N. |                           | Ruolo | Calciatore         |
| -- | ------------------------- | ----- | ------------------ |
| 1  | Norvegia (bandiera)       | P     | Alexander Hovdevik |
| 2  | Norvegia (bandiera)       | D     | Joakim Bjerkås     |
| 3  | Norvegia (bandiera)       | D     | Stian Gregersen    |
| 4  | Norvegia (bandiera)       | D     | Patrik Hjelmseth   |
| 5  | Norvegia (bandiera)       | C     | Dan Peter Ulvestad |
| 6  | Norvegia (bandiera)       | A     | Tor Erik Torske    |
| 7  | Norvegia (bandiera)       | C     | Daniel Berg        |
| 8  | Norvegia (bandiera)       | C     | Pål Erik Ulvestad  |
| 9  | Norvegia (bandiera)       | A     | Øyvind Hoås        |
| 9  | Norvegia (bandiera)       | C     | Magnus Stamnestrø  |
| 10 | Norvegia (bandiera)       | C     | Sverre Økland      |
| 11 | Costa d'Avorio (bandiera) | A     | Daouda Bamba       |
| 12 | Norvegia (bandiera)       | P     | Sigve Djuvsland    |
| 13 | Senegal (bandiera)        | P     | Serigne Mor Mbaye  |
| 13 | Norvegia (bandiera)       | A     | Torbjørn Agdestein |
| 14 | Norvegia (bandiera)       | D     | Espen Næss Lund    |
| 15 | Norvegia (bandiera)       | D     | Erlend Sivertsen   |

| N. |                     | Ruolo | Calciatore              |
| -- | ------------------- | ----- | ----------------------- |
| 16 | Norvegia (bandiera) | C     | Jonas Rønningen         |
| 17 | Senegal (bandiera)  | D     | Aliou Coly              |
| 18 | Norvegia (bandiera) | C     | Marius Hagen            |
| 19 | Norvegia (bandiera) | D     | Andreas Hopmark         |
| 20 | Svezia (bandiera)   | C     | Liridon Kalludra        |
| 20 | Nigeria (bandiera)  | A     | George White Agwuocha   |
| 22 | Norvegia (bandiera) | C     | Ole Kristian Rødahl     |
| 23 | Svezia (bandiera)   | P     | Conny Månsson           |
| 24 | Norvegia (bandiera) | D     | Sondre Sørli            |
| 27 | Norvegia (bandiera) | C     | Dawda Leigh             |
| 28 | Norvegia (bandiera) | A     | Mahmoud El Haj          |
| 30 | Norvegia (bandiera) | P     | Roger Berntzen          |
| 34 | Norvegia (bandiera) | C     | Sigurd Koksvik          |
| 38 | Norvegia (bandiera) | A     | Jonas Rundberg          |
| 41 | Norvegia (bandiera) | A     | Tobias Weiseth Frantzen |
| 77 | Norvegia (bandiera) | C     | Rozhat Shaswari         |
| 86 | Norvegia (bandiera) | C     | Andreas Rødsand         |

## Calciomercato

### Sessione invernale(dal 01/01 al 31/03)
| Arrivi | Arrivi                | Arrivi    | Arrivi     |
| R.     | Nome                  | da        | Modalità   |
| ------ | --------------------- | --------- | ---------- |
| P      | Alexander Hovdevik    | Rødde     | definitivo |
| D      | Aliou Coly            | Molde     | definitivo |
| D      | Stian Gregersen       | Molde     | prestito   |
| C      | Daniel Berg           | Bærum     | definitivo |
| C      | Marius Hagen          | Husqvarna | definitivo |
| C      | Dawda Leigh           |           | svincolato |
| A      | Torbjørn Agdestein    | Haugesund | prestito   |
| A      | Mahmoud El Haj        |           | svincolato |
| A      | George White Agwuocha |           | svincolato |

| Partenze         | Partenze            | Partenze     | Partenze      |
| R.               | Nome                | a            | Modalità      |
| ---------------- | ------------------- | ------------ | ------------- |
| C                | Aziz Idris          |              | svincolato    |
| C                | Liridon Kalludra    | Sarpsborg 08 | definitivo    |
| A                | Jean Alassane Mendy | Sandefjord   | definitivo    |
| Altre operazioni |                     |              |               |
| R.               | Nome                | da           | Modalità      |
| D                | Aliou Coly          | Molde        | fine prestito |

### Tra le due sessioni
| Arrivi | Arrivi | Arrivi | Arrivi   |
| R.     | Nome   | da     | Modalità |
| ------ | ------ | ------ | -------- |

| Partenze | Partenze           | Partenze  | Partenze      |
| R.       | Nome               | a         | Modalità      |
| -------- | ------------------ | --------- | ------------- |
| A        | Torbjørn Agdestein | Haugesund | fine prestito |

### Sessione estiva(dal 22/07 al 18/08)
| Arrivi | Arrivi           | Arrivi       | Arrivi     |
| R.     | Nome             | da           | Modalità   |
| ------ | ---------------- | ------------ | ---------- |
| C      | Liridon Kalludra | Sarpsborg 08 | definitivo |
| A      | Øyvind Hoås      | Hønefoss     | definitivo |
| A      | Rozhat Shaswari  |              | svincolato |

| Partenze | Partenze              | Partenze  | Partenze   |
| R.       | Nome                  | a         | Modalità   |
| -------- | --------------------- | --------- | ---------- |
| C        | Magnus Stamnestrø     | Rosenborg | definitivo |
| A        | George White Agwuocha |           | svincolato |

### Dopo la sessione estiva
| Arrivi | Arrivi            | Arrivi | Arrivi   |
| R.     | Nome              | da     | Modalità |
| ------ | ----------------- | ------ | -------- |
| P      | Serigne Mor Mbaye | Eupen  | prestito |

| Partenze | Partenze | Partenze | Partenze |
| R.       | Nome     | a        | Modalità |
| -------- | -------- | -------- | -------- |

## Risultati

### 1. divisjon

#### Girone di andata
| Kristiansund 6 aprile 2015, ore 18:00 1ª giornata | Kristiansund BK | 0 – 0 referto | Ranheim | Kristiansund Stadion (1.471 spett.)\| Arbitro: \| Eskås \| |
| Arbitro:                                          | Eskås           |               |         |                                                            |

| Arbitro: | Hagenes |

|  |           |                        |
|  | Marcatori | 51’ Agdestein 66’ Berg |

| Arbitro: | Haugen |

|  |           |              |
|  | Marcatori | 34’ Soltvedt |

| Arbitro: | Borgersen (Oslo) |

|                                         |           |               |
| Kippersund Rønningen 79’ Stamnestrø 89’ | Marcatori | 36’ Melgalvis |

| Arbitro: | Steen |

|                       |           |                |
| Engblom 44’ Helle 80’ | Marcatori | 72’ Stamnestrø |

| Arbitro: | Gya |

|               |           |             |
| Næss Lund 90’ | Marcatori | 66’ Kjemhus |

| Arbitro: | Borgersen (Oslo) |

|                                    |           |                                                  |
| Ruud Tveter 27’ (rig.), 73’ (rig.) | Marcatori | 18’ Agdestein 66’ (aut.) Simonsen 90’ Stamnestrø |

| Arbitro: | Hauge |

|                 |           |           |
| D. Ulvestad 52’ | Marcatori | 68’ Hagen |

| Arbitro: | Eskås |

|                       |           |                                                      |
| Kjelsrud Johansen 82’ | Marcatori | 19’ D. Ulvestad 54’, 80’ Agdestein 73’ (rig.) Økland |

| Arbitro: | Kristiansen Toppe |

|  |           |          |
|  | Marcatori | 77’ Alba |

| Arbitro: | Steen |

|  |           |                          |
|  | Marcatori | 90’ Kippersund Rønningen |

| Arbitro: | Jonsson Trædal |

|                |           |             |
| Stamnestrø 75’ | Marcatori | 33’ Vevatne |

| Arbitro: | Haugen |

|          |           |               |
| Seck 84’ | Marcatori | 49’ Gregersen |

| Arbitro: | Saggi |

|          |           |                  |
| Coly 23’ | Marcatori | 41’ Lie Skålevik |

| Arbitro: | Gjermshus |

|                 |           |                 |
| Larsen 26’, 47’ | Marcatori | 42’ D. Ulvestad |

#### Girone di ritorno
| Arbitro: | Hansen |

|                            |           |                            |
| D. Ulvestad 23’ Torske 45’ | Marcatori | 75’ (rig.) Ulland Andersen |

| Arbitro: | Hansen |

|                        |           |  |
| Vevatne 42’ Tveita 76’ | Marcatori |  |

| Arbitro: | Moen |

|                 |           |  |
| D. Ulvestad 43’ | Marcatori |  |

| Arbitro: | Eskås |

|  |           |           |
|  | Marcatori | 90’ Bamba |

| Arbitro: | Jonsson Trædal |

|                            |           |           |
| Shaswari 33’, 41’ Berg 43’ | Marcatori | 67’ Helle |

| Arbitro: | Steen |

|  |           |          |
|  | Marcatori | 22’ Coly |

| Arbitro: | Tennøy |

|                            |           |            |
| Sivertsen 24’ Shaswari 61’ | Marcatori | 12’ Stokke |

| Sandvika 13 settembre 2015, ore 17:30 23ª giornata                 | Bærum     | 1 – 2 referto         | Kristiansund BK | Sandvika Stadion (623 spett.) |
| \| \| \| \| \| Aubert 82’ \| Marcatori \| 85’ Rødsand 90’ Bamba \| |           |                       |                 |                               |
|                                                                    |           |                       |                 |                               |
| Aubert 82’                                                         | Marcatori | 85’ Rødsand 90’ Bamba |                 |                               |

| Arbitro: | Haugen |

|           |           |                 |
| Bamba 60’ | Marcatori | 86’ Karoliussen |

| Arbitro: | Hansen |

|  |           |           |
|  | Marcatori | 22’ Bamba |

| Arbitro: | Eskås |

|  |           |                   |
|  | Marcatori | 45’ (rig.) Barmen |

| Arbitro: | Steen |

|                                   |           |                                                     |
| Otoo 7’, 39’ Opseth 52’ Drage 60’ | Marcatori | 36’ Kippersund Rønningen 56’ Torske 90’ D. Ulvestad |

| Arbitro: | Rafiq (Oslo) |

|                                 |           |  |
| Herrem 31’ Sivertsen 54’ (aut.) | Marcatori |  |

| Arbitro: | Gjermshus |

|           |           |  |
| Bamba 90’ | Marcatori |  |

| Arbitro: | Saggi |

|              |           |  |
| Ramsland 24’ | Marcatori |  |

### Qualificazioni all'Eliteserien
| Arbitro: | Steen |

|            |           |  |
| Økland 60’ | Marcatori |  |

| Arbitro: | Skjerven (Kaupanger) |

|  |           |               |
|  | Marcatori | 85’, 90’ Lind |

### Norgesmesterskapet
| Arbitro: | Sørø |

|  |           |                                                   |
|  | Marcatori | 24’ (aut.) Todalshaug 26’, 45’, 90’ Berg 86’ Coly |

| Arbitro: | Følstad Skarsem (Trondheim) |

|            |           |                     |
| Augdal 74’ | Marcatori | 86’, 89’ Stamnestrø |

| Arbitro: | Tennøy |

|  |           |            |
|  | Marcatori | 84’ Torske |

| Arbitro: | Hafsås (Trondheim) |

|                                  |                      |                              |
| Økland 69’ (rig.) Næss Lund 115’ | Marcatori            | 61’ Abdullahi 108’ Adegbenro |
| Økland Månsson Næss Lund         | Tiri di rigore 0 – 3 | Hoseth Berisha Sigurðsson    |

## Statistiche

### Statistiche di squadra
| Competizione          | Punti | In casa | In casa | In casa | In casa | In casa | In casa | In trasferta | In trasferta | In trasferta | In trasferta | In trasferta | In trasferta | Totale | Totale | Totale | Totale | Totale | Totale | DR  |
| Competizione          | Punti | G       | V       | N       | P       | Gf      | Gs      | G            | V            | N            | P            | Gf           | Gs           | G      | V      | N      | P      | Gf     | Gs     | DR  |
| --------------------- | ----- | ------- | ------- | ------- | ------- | ------- | ------- | ------------ | ------------ | ------------ | ------------ | ------------ | ------------ | ------ | ------ | ------ | ------ | ------ | ------ | --- |
| 1. divisjon           | 49    | 15      | 6       | 6       | 3       | 16      | 12      | 15           | 8            | 1            | 6            | 21           | 18           | 30     | 14     | 7      | 9      | 37     | 30     | +7  |
| Qual. all'Eliteserien | -     | 2       | 1       | 0       | 1       | 1       | 2       | 0            | 0            | 0            | 0            | 0            | 0            | 2      | 1      | 0      | 1      | 1      | 2      | -1  |
| Norgesmesterskapet    | -     | 1       | 0       | 1       | 0       | 2       | 2       | 3            | 3            | 0            | 0            | 8            | 1            | 4      | 3      | 1      | 0      | 10     | 3      | +7  |
| Totale                | -     | 18      | 7       | 7       | 4       | 19      | 16      | 18           | 11           | 1            | 6            | 29           | 19           | 36     | 18     | 8      | 10     | 48     | 35     | +13 |

### Statistiche dei giocatori
| Giocatore           | 1. divisjon | 1. divisjon | 1. divisjon | 1. divisjon | Norgesmesterskapet | Norgesmesterskapet | Norgesmesterskapet | Norgesmesterskapet | Coppe europee | Coppe europee | Coppe europee | Coppe europee | Qual. all'Eliteserien | Qual. all'Eliteserien | Qual. all'Eliteserien | Qual. all'Eliteserien | Totale   | Totale | Totale      | Totale     |
| Giocatore           | Presenze    | Reti        | Ammonizioni | Espulsioni  | Presenze           | Reti               | Ammonizioni        | Espulsioni         | Presenze      | Reti          | Ammonizioni   | Espulsioni    | Presenze              | Reti                  | Ammonizioni           | Espulsioni            | Presenze | Reti   | Ammonizioni | Espulsioni |
| ------------------- | ----------- | ----------- | ----------- | ----------- | ------------------ | ------------------ | ------------------ | ------------------ | ------------- | ------------- | ------------- | ------------- | --------------------- | --------------------- | --------------------- | --------------------- | -------- | ------ | ----------- | ---------- |
| G. Agwuocha         | 4           | 0           | 0           | 0           | 1                  | 0                  | 0                  | 0                  |               |               |               |               | -                     | -                     | -                     | -                     | 5        | 0      | 0           | 0          |
| D. Bamba            | 11          | 5           | 2           | 0           | 0                  | 0                  | 0                  | 0                  |               |               |               |               | 2                     | 0                     | 0                     | 0                     | 13       | 5      | 2           | 0          |
| D. Berg             | 27          | 2           | 0           | 0           | 2                  | 3                  | 0                  | 0                  |               |               |               |               | 2                     | 0                     | 0                     | 0                     | 31       | 5      | 0           | 0          |
| R. Berntzen         | 0           | -0          | 0           | 0           | 0                  | -0                 | 0                  | 0                  |               |               |               |               | 0                     | -0                    | 0                     | 0                     | 0        | 0      | 0           | 0          |
| J. Bjerkås          | 5           | 0           | 0           | 0           | 4                  | 0                  | 0                  | 0                  |               |               |               |               | 0                     | 0                     | 0                     | 0                     | 9        | 0      | 0           | 0          |
| A. Coly             | 29          | 2           | 3           | 0           | 3                  | 1                  | 0                  | 0                  |               |               |               |               | 2                     | 0                     | 1                     | 0                     | 34       | 3      | 4           | 0          |
| S. Djuvsland        | 0           | -0          | 0           | 0           | 0                  | -0                 | 0                  | 0                  |               |               |               |               | 0                     | -0                    | 0                     | 0                     | 0        | 0      | 0           | 0          |
| M. El Haj           | 0           | 0           | 0           | 0           | 0                  | 0                  | 0                  | 0                  |               |               |               |               | 0                     | 0                     | 0                     | 0                     | 0        | 0      | 0           | 0          |
| S. Gregersen        | 24          | 1           | 3           | 1           | 4                  | 0                  | 0                  | 0                  |               |               |               |               | 0                     | 0                     | 0                     | 0                     | 28       | 1      | 3           | 1          |
| M. Hagen            | 6           | 0           | 3           | 0           | 0                  | 0                  | 0                  | 0                  |               |               |               |               | 0                     | 0                     | 0                     | 0                     | 6        | 0      | 3           | 0          |
| P. Hjelmseth        | 0           | 0           | 0           | 0           | 0                  | 0                  | 0                  | 0                  |               |               |               |               | 0                     | 0                     | 0                     | 0                     | 0        | 0      | 0           | 0          |
| Ø. Hoås             | 4           | 0           | 0           | 0           | -                  | -                  | -                  | -                  |               |               |               |               | 0                     | 0                     | 0                     | 0                     | 4        | 0      | 0           | 0          |
| A. Hopmark          | 21          | 0           | 2           | 0           | 1                  | 0                  | 0                  | 0                  |               |               |               |               | 2                     | 0                     | 0                     | 0                     | 24       | 0      | 2           | 0          |
| A. Hovdevik         | 2           | -3          | 0           | 0           | 1                  | -1                 | 0                  | 0                  |               |               |               |               | 0                     | -0                    | 0                     | 0                     | 3        | -4     | 0           | 0          |
| L. Kalludra         | 11          | 0           | 1           | 0           | -                  | -                  | -                  | -                  |               |               |               |               | 2                     | 0                     | 0                     | 0                     | 13       | 0      | 1           | 0          |
| S. Koksvik          | 0           | 0           | 0           | 0           | 0                  | 0                  | 0                  | 0                  |               |               |               |               | 0                     | 0                     | 0                     | 0                     | 0        | 0      | 0           | 0          |
| D. Leigh            | 3           | 0           | 0           | 0           | 1                  | 0                  | 0                  | 0                  |               |               |               |               | 0                     | 0                     | 0                     | 0                     | 4        | 0      | 0           | 0          |
| C. Månsson          | 28          | -27         | 0           | 0           | 3                  | -2                 | 0                  | 0                  |               |               |               |               | 2                     | -2                    | 0                     | 0                     | 33       | -31    | 0           | 0          |
| S. Mbaye            | 0           | -0          | 0           | 0           | -                  | -                  | -                  | -                  |               |               |               |               | 0                     | -0                    | 0                     | 0                     | 0        | 0      | 0           | 0          |
| E. Næss Lund        | 25          | 1           | 5           | 0           | 3                  | 1                  | 1                  | 0                  |               |               |               |               | 2                     | 0                     | 0                     | 0                     | 30       | 2      | 6           | 0          |
| S. Økland           | 28          | 1           | 2           | 1           | 4                  | 1                  | 0                  | 0                  |               |               |               |               | 2                     | 1                     | 0                     | 0                     | 34       | 3      | 2           | 1          |
| O. Rødahl           | 0           | 0           | 0           | 0           | 1                  | 0                  | 0                  | 0                  |               |               |               |               | 0                     | 0                     | 0                     | 0                     | 1        | 0      | 0           | 0          |
| A. Rødsand          | 23          | 1           | 4           | 0           | 4                  | 0                  | 0                  | 0                  |               |               |               |               | 0                     | 0                     | 0                     | 0                     | 27       | 1      | 4           | 0          |
| J. Rønningen        | 19          | 3           | 0           | 0           | 4                  | 0                  | 0                  | 0                  |               |               |               |               | 2                     | 0                     | 0                     | 0                     | 25       | 3      | 0           | 0          |
| J. Rundberg         | 0           | 0           | 0           | 0           | 0                  | 0                  | 0                  | 0                  |               |               |               |               | 0                     | 0                     | 0                     | 0                     | 0        | 0      | 0           | 0          |
| R. Shaswari         | 12          | 3           | 1           | 0           | -                  | -                  | -                  | -                  |               |               |               |               | 2                     | 0                     | 1                     | 0                     | 14       | 3      | 2           | 0          |
| E. Sivertsen        | 29          | 1           | 2           | 0           | 2                  | 0                  | 0                  | 0                  |               |               |               |               | 2                     | 0                     | 0                     | 0                     | 33       | 1      | 2           | 0          |
| S. Sørli            | 7           | 0           | 0           | 0           | 2                  | 0                  | 0                  | 0                  |               |               |               |               | 0                     | 0                     | 0                     | 0                     | 9        | 0      | 0           | 0          |
| M. Stamnestrø       | 11          | 4           | 0           | 0           | 3                  | 2                  | 0                  | 0                  |               |               |               |               | -                     | -                     | -                     | -                     | 14       | 6      | 0           | 0          |
| T. Torske           | 30          | 2           | 0           | 0           | 3                  | 1                  | 0                  | 0                  |               |               |               |               | 2                     | 0                     | 0                     | 0                     | 35       | 3      | 0           | 0          |
| D. Ulvestad         | 25          | 6           | 3           | 0           | 3                  | 0                  | 0                  | 0                  |               |               |               |               | 2                     | 0                     | 0                     | 0                     | 30       | 6      | 3           | 0          |
| P. Ulvestad         | 18          | 0           | 4           | 0           | 3                  | 0                  | 0                  | 0                  |               |               |               |               | 1                     | 0                     | 0                     | 0                     | 22       | 0      | 4           | 0          |
| T. Weiseth Frantzen | 0           | 0           | 0           | 0           | 0                  | 0                  | 0                  | 0                  |               |               |               |               | 0                     | 0                     | 0                     | 0                     | 0        | 0      | 0           | 0          |